# 神靖丸
神靖丸，是一艘日本栗林商船所屬的1CRS型戰時標準貨船，該船排水量2,700噸（或2,880噸），於1943年（昭和18年）在北海道函館船渠造船廠建造完成後下水。稍後，該船被大日本帝國海軍徵集，並被改作運兵船；該船常態搭載的武器裝備既少且不足以自保，該船也因此常以「之」字型路徑航行，以避免遭魚雷襲擊。
該貨船在1945年1月12日於聖雀岬港（Port Saint Jacques，後稱頭頓市）附近遭美國海軍快速航母特遣艦隊攻擊沉沒；全船約95人獲救，船上約共247位臺灣籍人士罹難。

## 主要事記
- 1944年
  - 10月2日，風浪因颱風增強，神靖丸決定回航；夜間停泊於東港與小琉球間海域。
  - 10月3日，入高雄港，船上人員入住左營海仁會。
  - 10月5日，因應盟軍即將對臺灣本島展開大規模空襲，航至香港避難；工作人員於海仁會待命，有時可以返家。
  - 11月29日，接到緊急電報，命令於隔日出發。
  - 11月30日，自香港返抵臺灣。
  - 12月1日，上午9時半，自高雄港出發。隨後，為遠離美軍艦隊，先向西航行至中國大陸海岸，再沿岸以鋸齒狀路徑向南航行。
  - 12月3日，早上經過汕頭南方海岸，後於11時抵香港。
  - 12月10日，入船塢整理；先清除船邊附著貝殼再重新上漆，以提升航速。
  - 12月13日，將被空襲擊中貨船上的油桶集中放置於船底。
  - 12月15日，自濃霧籠罩的香港啟航南行。
  - 12月16日，海浪增強。
  - 12月17日，上午7時，順利避開多枚魚雷襲擊；下午3時，入海南島榆林港，港內同時有約十艘運輸船停泊。
  - 12月19日，船上二名患赤痢病工員經陸路送至三亞海軍病院。
  - 12月21日，二名赤痢病患者不治於病院，其他二十名患病工員入住病院。
  - 12月23日，開入三亞港，火葬二名患病不治工員。
  - 12月25日，上午9時，出發前往越南。
  - 12月28日，發現魚雷襲來，一邊以機關槍掃射海面，一邊以鋸齒狀路徑疾速閃避，成功躲開約三枚魚雷襲擊；稍後，航入風鼓灣（近金蘭灣）躲避。
  - 12月30日，決定在風鼓灣待命。
  - 12月31日，船上人員舉辦過年夜，圓仔湯活動。
- 1945年
  - 1月1日，上午8時半，出航至金蘭灣待命。
  - 1月7日，下午5時，抵聖雀岬港。晚上8時，沿西貢河逆流航行，於隔日凌晨1時抵達西貢市。
  - 1月11日，下午1時，離開西貢市，傍晚抵聖雀岬港停泊。
  - 1月12日，上午9時，早餐時間後，同港內十餘艘運輸船遭美軍空襲沈沒。[1]

## 事故經過
1944年12月1日，受當局徵集自臺灣各地的59名醫師、80名醫務助手、200名農業生產工員等搭乘神靖丸自高雄港出發，準備前往南海地區。1945年1月11日，美國海軍第三艦隊開始在南海展開空襲行動，針對日本船艦進行密集轟炸。1月12日早上，美國海軍快速航母特遣艦隊的戰機群（包括F6F地獄貓戰鬥機等機型，自附近艾塞克斯級航空母艦等艦艇起飛）出現於聖雀岬港周遭天空，對海面上包括神靖丸在內的所有船隻（多為運輸船）進行密集轟炸；約3小時後，神靖丸沒入海面之下。

### 知名乘客

#### 罹難者
- 鄭子昌（台北州人，台北帝國大學附屬醫學專門部1941年畢）[3][4]
- 郭鴻文[5][6]
- 陳茂淇（台南州人，1907年生，日本大學醫科1935年畢）[7][8]
- 鄭慶朝[9]（台南州人，1903年生，台灣總督府醫學校1926年畢，鄭文峰之父）
- 洪元約（台中州人，1913年12月19日生，洪金江之子，台灣總督府台北醫學專門學校1935年畢）[10]
- 林伯槐（台中州人，東京醫專1934年畢）[11]
- 連煥文（新竹州人，台灣總督府台北醫學專門學校1934年畢）
- 郭安邦（台南州人，台北帝國大學附屬醫學專門部1941年畢）
- 施金旺（台北州人，台灣總督府台北醫學專門學校1929年畢）
- 王式玉（台北州人，台灣總督府台北醫學專門學校1928年畢）
- 吳幼聰（台北州人，九州醫大1941年畢）
- 李德輝（台北州人，台北帝國大學附屬醫學專門部1938年畢）
- 楊文忠（新竹州人，昭和醫學專門學校1941年畢）
- 戴郡誦（新竹州人，台灣總督府台北醫學專門學校1922年畢）
- 徐清諒（新竹州人）
- 江森仁（新竹州人）
- 李朝湖（台中州人，因反日思想遭京都醫科大學退學，東京醫專畢）
- 張清山（台中州人）
- 陳柏林（台中州人）
- 楊群芳（台南州人）
- 何有立（台南州人）
- 郭鴻文（高雄州人，1921年生，日本東京帝國大學1942年畢）成章家事略傳 （页面存档备份，存于）
劉占輝（台南州人，昭和醫學專門學校1940年畢）

#### 生還者
- 施軍爝[12]
- 吳平城[13]
- 陳德煥[14][15][16][17]
- 魏秋金（1924年 - 2016年8月25日）[18][19]、孫瑞蒸[20][21]
- 陳篡地
- 陳平成[11]
- 鍾德添（1914年 - 2012年）
- 黃良助
- 林坤萍[22]

## 事後
臺灣戰後時期，沈沒事件罹難者的親友及生還者大多因臺灣政治環境等因素而長期不願意公開談及相關往事。在日本，多位罹難者的牌位及骨骸被放入靖國神社內及千鳥淵戰歿者墓苑供奉或安葬。
1988年，日本政府公布其遺族可申請領取約兩百萬日圓的弔慰金。

## 紀念

### 雕塑
- 綻放（黃清輝）
- 波光（黃清輝）[24]

### 展覽
- 霧峰民生故事館[25][26]

### 書籍
- 《大江大海一九四九》（龍應台，2009年）

### 紀錄片
- 《目送一九四九》

## 外部連結
- 神靖丸 （页面存档备份，存于）